# 王炳忠
王炳忠（1987年9月1日—），筆名卜正，臺灣台南佳里人，成長於台北市萬華區，戶籍現隨父親遷至新北市板橋區，2011年加入新黨，為前新黨黨主席郁慕明培育的新黨青年軍之一，曾任該黨青年委員會召集人、全國委員會委員、新聞聯絡人兼發言人，亦為抗獨史陣線召集人。曾參與2014年新北市板橋區市議員選舉並在2016年中華民國立法委員選舉中列為新黨不分區立委名單第6名，皆落選，2014年因反對佔領立法院时唱《中華民國頌》破音而出名；政治立場傾向兩岸統一，多次随新党党团访问北京。

## 生平

### 早年经历
1987年9月1日，王炳忠生于台南。父親王進步，王炳忠本人自稱祖先隨鄭成功來台灣。王進步少年時期即懷中國統一理想，曾籌組中華復興黨，主張打倒共產黨、推翻國民黨以拯救中華民國。王父因年輕時在軍中演說帶有濃重腔調，因此王炳忠在年幼時就深受其影響，所以孩童時期的炳忠也有上國語正音班，並經常參與演講比賽。而其父為新北市板橋區玉旨代天堂宮主。
2000年9月3日，就讀臺北市立龍山國民中學時，自行架設個人網站「卜正的秘密別墅」評論政局。他在2000年中華民國總統選舉和2004年中華民國總統選舉時支持宋楚瑜，並開始積極參與政治活動。王炳忠曾就讀臺北市萬華區大理國民小學、臺北市萬華區老松國民小學、臺北市立龍山國民中學、臺北市立建國高級中學。
考上國立臺灣大學外國語文學系後，在大學時期，王炳忠受國立臺灣大學中國文學系梅家玲教授「文學應該一定程度地關懷社會」思想影響，於2008年3月隨梅教授參加美國斯沃斯莫爾學院「自我與社會：中國文化面面觀」學術研討會，並在會上發表《中國現代都市文學中的自我與社會：以張愛玲、穆時英、施蟄存為例》論文。他曾參與總統大選327遊行和紅衫軍倒扁運動。2008年，王炳忠曾於2008年立委選舉期間為新黨立法委員雷倩輔選。
2009年，王炳忠經面試後考入國立政治大學外交學系碩士班。

### 從政經歷
2011年，他加入新黨。2012年4月，新黨主席郁慕明開始培訓王炳忠成為新黨青年軍的代表人物之一，與林明正、侯漢廷並列。郁慕明幾乎日日與青年軍針對時事交換意見，從最基本的讀報簡報，配合討論，幫大家釐清歷史脈絡與邏輯思維；並讓青年軍嘗試幫他寫演講初稿，再到新黨活動演說、參加政論節目。2013年4月4日，以台灣青年代表身份，隨新黨主席郁慕明至陝西黃帝陵思源林參與植樹典禮。
2009年，就读台大外文系四年級時，曾參與中天新聞台《新台灣星光大道》節目「Young名嘴」活動獲得第二名，並結識參賽者侯漢廷。另一參賽者陳泰源（2010年五都選舉民主進步黨台北市議員初選落選人）質疑王在網友投票中灌票，並號召於中天電視總部大樓前抗議。
2012年反媒體壟斷運動期間，王炳忠與林明正、侯漢廷等學生組成中旺之心同盟，支持旺中案，立場即與反媒體巨獸青年聯盟總召集人林飛帆對立。
2013年1月10日，王炳忠等人至立法院門口靜坐，表達反對修法，支持旺中案立場。
2013年12月4日，王炳忠即透過新聞表示，教育部發文要求各級學校確認南京為中華民國首都是「對的事就要堅持」。教育部一句「我國首都應為南京，惟中央政府所在地為台北」，合憲合理又兼顧國家統一前的現狀。教育部因此事受到批判「不是教育部瘋了，是台灣瘋了！」
2014年2月7日，王炳忠與台灣大學中華復興社、文化大學草山辟雍社、新中華兒女學會及學生捍衛國史聯盟等社團所組成的抗獨史陣線公開支持教育部微調課綱，主張微調課綱不是「去台灣化」，而是「去日本皇民化」，是「撥亂反正」，並批評台南市長賴清德和其他民進黨執政的縣市首長不應該反對新課綱。3月12日，王炳忠與抗獨史陣線批評民進黨杯葛新課綱的做法是「綠色恐怖」，反對前教育部長杜正勝的「去中國化」，主張新課綱只是將扁政府執政八年的「洗腦」課綱修正回來。
2014年2月27日，王炳忠與抗獨史陣線成員至台北捷運西門站六號出口抗議電影《KANO》中之「媚日史觀」，反對美化日據情節。惟因王尚未看過該片，《KANO》監製魏德聖表示願自掏腰包請抗獨史陣線學生觀賞。
2014年3月18日，因太陽花學運的佔領立法院行動。對於太陽花學運領導人林飛帆、陳為廷佔領立法院（國會），讓王炳忠相當不滿，認為兩人所領導的學生運動是在「綁架」國會。
2014年4月1日，王炳忠陪同張安樂參與張安樂國會示威事件，因主持人張孟崇的一時口誤，將王炳忠叫成知名電視節目製作人的名字「王偉忠」而聲名大噪。
2014年4月5日在三立電視台《前進新台灣》的節目上，與徐國勇辯論服貿是否能修改。王炳忠主張只要內容有任何修改，依照國際法慣例就必須退回，然而徐國勇則反駁說他是國際法博士，王炳忠所言並非為真，當場被指正。隨後發表3點聲明，首先是說林飛帆拒絕郭台銘進入立法院議場；第2點是三立的新聞標題；最後表示《前進新台灣》是一言堂，將不再繼續參與該節目錄製。。
2014年6月27日，新黨主席郁慕明宣布，新黨將提名王炳忠、林明正與參選新北市議員。郁慕明還說王炳忠要向林飛帆、陳為廷「挑戰」，要兩人出來選議員。王炳忠參選第四選區（板橋）。
2014年10月10日，王炳忠於板橋埔墘地區舉行競選總部成立大會（該競選總部即其父經營，位於光復橋頭的「南鯤鯓代天府五府千歲臺北板橋市玉旨代天堂」王爺廟），時任新北市市長朱立倫前來助選，中華統一促進黨總裁張安樂亦現身致意。
2014年11月29日，九合一大選中選會開票統計結果顯示王炳忠在新北市第四選區裡僅獲得4399票，由於不及該選區的當選門檻18,000票，得票率僅有1.57%最終落選。2015年9月3日到中國大陆參加閱兵觀禮。2015年，王炳忠被新黨正式提名2016年2016年中華民國立法委員選舉中列為不分區立委名單排行第6名，而新黨之政黨票得票率未及5%門檻，故落選。

## 个人生活
王炳忠平時喜好欣賞臺語、國語老歌及歷史劇。最喜愛的歌手為鄧麗君。
王炳忠與太陽花學運總指揮陳為廷為建中相差4屆學長學弟關係。。陳為廷也曾邀請王炳忠參加太陽花學運「人民議會」，而王炳忠則因擔憂所謂的「人民議會」會成為「人民公審」回絕邀請。

## 立场和争议

### 對徵兵制的看法
他反對呂秀蓮前副總統提倡的全面徵兵制，在臉書回應「何苦全民皆兵？何不和平統一？」他認為台灣僅需保持簡單的自衛力量，其餘交由中華人民共和國負責保護台灣。

### 對中國共產黨的評價
2017年3月，王炳忠接受《潮人物》專訪表示：「精英專政未必比較差」，並表示：「共產黨是精英政治，黨內各派制衡，每個領導人上台後，沒有政黨輪替的問題」。

### 對太陽花學運的評價
王炳忠認為318青年佔領立法院行動是民進黨立委煽动、误导学生，利用学生的结果。
反对臺灣高中歷史課綱微調案，称这是去台湾化。多地绿营县市长称，抵制新版教科书，继续采用旧版教科书。这种强硬的政策、行为被王炳忠等统派人士认为是绿色恐怖的作法，並指控民進黨立委利用學生非法佔領立法院，並換上類似民進黨黨旗的WTC台灣旗會旗，认为民主進步黨的去中國化政策是「綠色恐怖」。

### 涉案调查
2017年12月19日清晨王炳忠疑涉违反《國安法》，遭調查局搜索住处，但王炳忠拒絕搜索，不願開門，雙方隔門對峙40分鐘左右，直到調查官聘請鎖匠破門而入，對峙期間，王炳忠拿出手機開臉書直播，大罵「綠色恐怖」，吸引逾24萬人次觀看，調查官查扣各種證物，最後王炳忠被帶走調查，次日凌晨被釋放。新党于20日上午召开记者会。時而氣憤、時而落淚的王炳忠控诉调查局行为，並宣示參選回擊。郁慕明與王炳忠怒批此案是：「1219綠色恐怖事件」。郁慕明也公開表示：「小朋友能顛覆甚麼？我看他只是想蒐資料而已」。
2018年6月13日，因涉嫌違反國安法，王炳忠父子及其他三人被北檢起訴。
2021年4月28日，台北地院一審判决王炳忠與其父王進步、侯漢廷、林明正及陸生周泓旭5人全部無罪。
2021年5月18日,北檢對台北地院一審判決提出上訴。2022年5月13日，台灣高等法院二審宣判五人無罪。

### 李登輝過世發言爭議
2020年7月30日，中華民國前總統李登輝去世，終年97歲，王炳忠在其臉書上發文稱李登輝「終於死了」，並稱李登輝讓台灣錯失主導兩岸和平統一的最佳時機；而他也因「終於死了」一詞的用字問題而受到包括民進黨立委管碧玲、桃園市議員王浩宇、名作家苦苓、台大法律系教授李茂生、網路紅人「館長」陳之漢和台灣基進在內的撻伐。

## 著作
- 《你不知道的王炳忠：攏乎你看》（2016年，風雲時代）ISBN 9789863522720
- 《我是台灣人 更是中國人》（简体中文） ISBN 9787507545982

## 演出作品

### 電視劇
| 年份   | 播放平台     | 片名            | 導演                   | 飾演 | 備註                    |
| 2021年 | YouTube 公視 | 《國際橋牌社2》 | 汪怡昕、林世章、孫大軍 | 主播 | 客串 中國中央電視台主播 |

## 外部連結
- 王炳忠的Facebook專頁
- 王炳忠的YouTube频道 （页面存档备份，存于）
- 王炳忠的新浪微博
- 王炳忠台湾的哔哩哔哩个人空间

| 新黨三傑 / （新黨四傑）               |
| ------------------------------------- |
| 王炳忠 / 侯漢廷 / 林明正 / （陳斯俊） |